# M5公路 (匈牙利)
M5公路（匈牙利語：M5-es autópálya）是匈牙利一條高速公路，連接首都布達佩斯以及接壤塞爾維亞邊境的勒斯凱，經A1高速公路可連接到貝爾格萊德，又經M43公路和羅馬尼亞A1高速公路連接布加勒斯特。全長173公里。
公路自1985年開始分階段通車，至2006全線通車。公路是欧洲E60和E75公路的一部份。